# Karel Kotouč
Karel Kotouč, né le 13 octobre 1881 et mort le 18 septembre 1922, est un footballeur international bohémien.

## Biographie
Il joue de 1906 à 1907 avec le SK Slavia Prague. International bohémien, il joue trois matchs entre 1907 et 1908.